# Marcos Roberto Silveira Reis
Marcos Roberto Silveira Reis (São Paulo, 4 de agosto de 1973), más conocido como Marcos, es un exfutbolista brasileño.
Desde 1992 hasta 2012, jugó en el Palmeiras, donde es considerado uno de los ídolos de la historia del club. También se llama "San Marcos", (solo llevó la camisa alviverde a lo largo de su carrera) fue decisivo para ganar numerosos títulos, sobre todo la Copa Libertadores 1999, frente al Deportivo Cali por medio de los penaltis. Fue el portero de la selección brasileña en la Copa Mundial en 2002, cuando el equipo ganó su quinto título mundial.

## Biografía

### Primeros años
Marcos comenzó su carrera en la modesta Lençoense, donde se desempeñó en el club de las categorías inferiores hasta 1992, cuando fue contratado por el Sociedade Esportiva Palmeiras y se convirtió en un atleta profesional.
A los 18 años, a punto de cumplir los 19 años, debutó en el primer equipo del Palmeiras en un partido amistoso contra el Sporting de Guaratinguetá el 16 de mayo de 1992, ganó su equipo por la puntuación de 4-0.
Después de ese juego, Marcos se mantuvo como el tercer portero del equipo y sólo volvió a actuar de nuevo en 1996, cuando tenía la reserva inmediata de la posición, permaneciendo en esta condición hasta 1999.
En menos de tres meses, Marcos se convirtió en la estrella principal del Palmeiras; de los mayores logros que consiguió con el club, se encuentran: La Copa Libertadores de 1999. Se convirtió en el portero titular del equipo en la quinta ronda de la competición debido a una lesión de Velloso. Para el deleite de la multitud del Palmeiras, sus mejores actuaciones fueron en dos partidos contra el Corinthians archirrivales en los cuartos de final, cuando hizo atajadas milagrosas que llevó al partido a los tiros penales. Al final de la competición y también recibió el apodo de "San Marcos", fue nombrado el jugador de la Libertadores de 1999.
En 2000, reforzó su condición de héroe con grandes actuaciones, especialmente su épica partidos de las semifinales de la Libertadores contra el Corinthians. Después de dos duelos jugados bastante normal en el tiempo, el primer club en ganar por 4-3 alvinegro y el segundo para ganar 3-2 alviverde por la decisión de la vacante para la final fue a las sanciones. Marcos defendió la última acusación hecha por Marcelinho Carioca, ídolo de los aficionados rivales a la vez, asegurar la clasificación de su equipo a otra final, en la que, después de dos empates, perdió el título ante el Boca Juniors de Argentina en definición por penales nuevos.
En 2001, otra vez en la Libertadores, fue decisiva para el Palmeiras para llegar a las semifinales de la competición de nuevo. En los cuartos de final después de dos empates en el tiempo, contra Cruzeiro, por 3-3 en el Estadio Palestra Italia y 2-2 en el estadio Mineirão, la vacante para la etapa siguiente consistió en sanciones. Marcos defendió tres cargos del equipo contrario y clasificó el equipo de Sao Paulo. En las semifinales, contra el Boca Juniors, después de dos empates por 2-2, Palmeiras fue eliminado en los penaltis.

### Copa del Mundo 2002
En 2002 fue el portero de la selección brasileña campeona de la Copa del Mundo en Japón y Corea del Sur, fue el único jugador en el equipo en no ser sustituido en todo el torneo por el entrenador Luiz Felipe Scolari. Sus reservas fueron Dida y Rogério Ceni.
Participó en la Copa del Mundo donde defendió un tiro libre de Oliver Neuville en la final contra Alemania, que fue votado como el mejor defensa de la competencia por la FIFA.
Ese mismo año fue elegido el tercer mejor portero del mundo, detrás de Oliver Kahn (entonces subcampeón del mundo) e Iker Casillas.

### Dificultades
En 2002, después de la Copa del Mundo, el Palmeiras en el Campeonato Brasileño de ese año finalmente quedó relegado a la Serie B.
Con una oferta del Arsenal FC de la Inglaterra para reemplazar a David Seaman, la pasión de Marcos por su familia y se quedó en el Palmeiras en Brasil, para traer el equipo de nuevo a la primera división, que tuvo lugar en 2003.
Sufre nueva lesión en el 2007 ante la Juventus el 11 de marzo por el Campeonato Paulista. Regresó a la cancha como suplente en el partido contra el rival Corinthians que ganó por 1-0, pero una nueva lesión a mediados de 2007, partió de nuevo de césped. En 2008, después de más de 11 meses, Marcos volvió a celebrar el partido contra Guaratinguetá en la 7ª ronda del  Paulistão y después de esto, se ha mantenido la alviverde objetivo, asumiendo el puesto de portero "favorito" el entrenador Vanderlei Luxemburgo pues Diego Cavalieri fue en gran aumento.

### Regreso
El 4 de mayo de 2008, ganó el Campeonato Paulista. El 21 de septiembre cuenta con 400 partidos con la camiseta del Palmeiras.
El 1 de noviembre de 2008, perdió a su padre, el Sr. Ladislao Silveira Reis, de 73 años, como consecuencia de problemas cardíacos, falleció a las 6 de Marília-SP (21 km de la ciudad natal de Marcos, Oriente), y así se salvó el choque entre Palmeiras y Santos, el juego se celebró un minuto de silencio en homenaje al padre del jugador.
El 1 de diciembre de 2008, el portero Marcos fue elegido como el tercer jugador más popular del mundo por la IFFHS - Federación Internacional de Historia y Estadística del Fútbol - salir adelante de jugadores como Kaká, Cristiano Ronaldo, Messi y su rival Rogerio Ceni. Y, sin embargo, fue elegido el mejor portero del Campeonato Brasileño de 2008.
El 12 de mayo de 2009, en un partido contra Sport Recife válido para la eliminatoria final de la Copa Libertadores en Recife, Marcos defensa de los cargos tres oponentes en el tiroteo, aseguró un viaje de Palmeiras a cuartos de final.
Marcos también participó en el Campeonato Brasileño de 2009, pero se vio obstaculizado por la caída de los ingresos del Palmeiras en la final de la competición. Sin embargo, fue votado como el mejor portero del campeonato.
El 14 de marzo de 2010, en el clásico jugado en contra de Santos, Marcos salió al campo con la camiseta de Palmeiras con el número 483 en la parte posterior, convirtiéndose en el portero de segundo lugar a jugar más partidos, y el alviverde equipo en la historia y en segundo lugar solamente a Emerson Leão, quien jugó 617 partidos con la camiseta del equipo. El 21 de abril de 2010 en partido en casa contra el Atlético Paranaense, salió al campo con la camiseta del Palmeiras por 489 ª vez, convirtiéndose en el octavo jugador para jugar más partidos para el club en la historia.
El 9 de julio de 2010, fiesta de despedida en el Estadio Palestra Italia para su transformación en un espacio de usos múltiples, Marcos ha sido honrado con una placa conmemorativa antes de un amistoso contra Boca Juniors, que ya era el jugador que más veces en la historia el viejo estadio. Hubo 211 partidos jugados desde 1996, cuando salió al campo por primera vez con la camiseta del Palmeiras.
El 19 de agosto de 2010, en el partido contra EC Vitória en la Copa Sudamericana 2010, el portero Marcos llegó a la marca histórica de 500 partidos con el Palmeiras. En este juego, el Palmeiras ganó por el equipo de Bahia por 3-0 y avanzó a los octavos de final de la competición. Uno de los juegos anteriores, el 14 de agosto de 2010, cuando Palmeiras venció 2-0 a Atlético Paranaense en el campeonato brasileño en 2010, Marcos había dado ya otra marca: Djalma Santos superó en el número de juegos y se convirtió en el alviverde séptimo jugador para jugar más partidos con el Palmeiras en la historia.

## Selección nacional
Ha sido internacional con la Selección de fútbol de Brasil en 29 ocasiones, donde participó en las ediciones de la Copa América donde se proclamó campeón de la Copa América 1999 en Paraguay y en la siguiente edición de la Copa América 2001 realizada en Colombia, la selección brasileña cayo eliminada en cuartos de final a manos de la debutante selección de Honduras. A partir de ese instante, fue el portero titular de la selección brasileña relegando a su compañero Dida.
Participó como titular en la Copa Mundial de Fútbol de Corea y Japón de 2002. Marcos disputó todos los partidos en la competición y la gran final en la que Brasil derrotó a Alemania por dos goles a cero. Posteriormente, tras sus constantes lesiones, fue reemplazado por Dida en la portería nacional, y se perdió la convocatoria a la Copa FIFA Confederaciones 2003 y a la Copa América 2004. Sin embargo, fue convocado a la Copa FIFA Confederaciones 2005 donde Brasil se proclamó campeón, donde Marcos solo jugó el partido ante Japón en la fase de grupos, que terminó 2 a 2. Fue su último partido por la selección nacional, y pese a que fue considerado para la Copa Mundial de Fútbol de 2006 y la Copa América 2007 terminó no siendo convocado para dichos torneos y terminó siendo relegado por Dida, Rogério Ceni, Júlio César y Doni.

### Club
| Club      | País   | Año       |
| --------- | ------ | --------- |
| Palmeiras | Brasil | 1992-2012 |

## Palmarés

### Campeonatos regionales
| Título               | Club            | Estado                    | Año  |
| -------------------- | --------------- | ------------------------- | ---- |
| Torneo Río-San Pablo | S. E. Palmeiras | Río de Janeiro/ San Pablo | 1993 |
| Campeonato Paulista  | S. E. Palmeiras | San Pablo                 | 1993 |
| Campeonato Paulista  | S. E. Palmeiras | San Pablo                 | 1994 |
| Campeonato Paulista  | S. E. Palmeiras | San Pablo                 | 1996 |
| Torneo Río-San Pablo | S. E. Palmeiras | Río de Janeiro/ San Pablo | 2000 |
| Campeonato Paulista  | S. E. Palmeiras | San Pablo                 | 2008 |

### Campeonatos nacionales
| Título               | Club            | País   | Año  |
| -------------------- | --------------- | ------ | ---- |
| Campeonato Brasileño | S. E. Palmeiras | Brasil | 1993 |
| Campeonato Brasileño | S. E. Palmeiras | Brasil | 1994 |
| Copa de Brasil       | S. E. Palmeiras | Brasil | 1998 |
| Copa de Campeones    | S. E. Palmeiras | Brasil | 2000 |

### Copas internacionales
| Título                         | Club                | País                 | Año  |
| ------------------------------ | ------------------- | -------------------- | ---- |
| Campeonato Sudamericano Sub-20 | Selección Brasileña | Colombia             | 1992 |
| Copa Mercosur                  | S. E. Palmeiras     | América del Sur      | 1998 |
| Copa Libertadores              | S. E. Palmeiras     | América del Sur      | 1999 |
| Copa América                   | Selección Brasileña | Paraguay             | 1999 |
| Copa Mundial de Fútbol         | Selección Brasileña | Corea del Sur/ Japón | 2002 |
| Copa FIFA Confederaciones      | Selección Brasileña | Alemania             | 2005 |

### Distinciones individuales
| Distinción                                                                            | Año              |
| ------------------------------------------------------------------------------------- | ---------------- |
| Mejor jugador de la Copa Libertadores                                                 | 1999             |
| Mejor portero de la Copa Libertadores                                                 | 1999             |
| Revelación de la Copa Libertadores                                                    | 1999             |
| Mejor jugador de la final de la Copa Libertadores                                     | 1999             |
| Mejor portero del Campeonato Paulista                                                 | 1999, 2003, 2008 |
| Mejor portero del Torneo Río-São Paulo                                                | 2000             |
| Insignia de Caballero de la Orden Nacional del Mérito (Gobierno de Brasil)            | 2002             |
| 4º Mejor portero del mundo (IFFHS)                                                    | 2002             |
| Mejor portero de Latinoamérica (IFFHS)                                                | 2002             |
| Mejor jugador del Campeonato Brasileño de Serie B                                     | 2003             |
| 3º Jugador más popular del mundo (IFFHS)                                              | 2008             |
| Mejor portero del Campeonato Brasileño de Serie A (Trofeo Mesa Redonda)               | 2008, 2009       |
| Jugador con más presencias en el Estadio Palestra Itália con la camiseta de Palmeiras | 2010             |
| Medalla de Honor al Mérito Deportivo (Gobierno de Brasil)                             | 2012             |
| 3º Mejor portero brasileño de la historia (Bleacher Report)                           | 2013             |
| Salón de la Fama del Allianz Parque                                                   | 2013             |
| Mejor portero brasileño de la historia (Placar)                                       | 2014             |
| Integrante del equipo ideal de toda la historia de Palmeiras (ESPN Brasil)            | 2014             |

## Otros datos de interés
- Fue personificado como el mejor arquero del videojuego de fútbol 2002 FIFA World Cup en la versión PSOne.

- Marcos es el arquero con más penales atajados en toda la historia de la Copa Libertadores de América.[11]